# Ema Fujisawa
Ema Fujisawa (藤澤恵麻; Tokyo, 26 dicembre 1982) è una modella e attrice giapponese.
Conosciuta particolarmente nel ruolo di Risa Koizumi nel film Lovely Complex.

## Filmografia

### Cinema
- Kidan, regia di Takashi Komatsu (2005)
- Love Com, regia di Kitaji Ishikawa (2006)
- Udon, regia di Katsuyuki Motohiro (2006)
- Kekkon shiyou yo, regia di Kiyoshi Sasabe (2008)
- Yonimo kimyô na monogatari: 2008 Haru no tokubetsu hen, regia di Jun'ichi Ishikawa, Kazuyuki Iwata, Tatsu Sugimoto, Jun'ichi Tsuzuki e Yasushi Ueda (2008)
- Tengoku wa mada tôku, regia di Masahiko Nagasawa (2008)
- Goemon, regia di Kazuaki Kiriya (2009)
- 3-nen B-gumi Kinpachi sensei: Final, regia di Jirô Shôno (2011)
- Fortissimo - mata au hi no tameni, regia di Takao Kinoshita (2011)
- Nôhime, regia di Tatsuzô Inohara (2012)
- Tooku de zutto soba ni iru, regia di Masahiko Nagasawa (2013)
- Sanuki udon yûshika, regia di Yasuhiro Ishimori (2014)

### Serie TV
- Tenka – serie TV, episodi 1x1 (2004)
- Juui Doritoru – serie TV, episodi 1x1 (2010)
- Hatsukoi – serie TV, 8 episodi (2012)
- Misu pairotto – serie TV, 8 episodi (2013)
- Watashi toiu unmei ni tsuite – serie TV, episodi 1x1 (2014)
- Panic In (2015)
- Hoteru konseruju – serie TV, episodi 1x7 (2015)

- Kôrudo kêsu: Shinjitsu no Tobira – serie TV, 10 episodi (2016)
- Cecile no Mokuromi – serie TV, 9 episodi (2017)